# Asprónissi
Asprónissi (en grec moderne : Ασπρόνησι) est une petite île inhabitée de Grèce située en mer Égée. Elle fait partie de l'archipel de Santorin, une des Cyclades. Elle est la plus petite des trois îles constituant les vestiges de l'ancienne île de Santorin détruite vers 1600 av. J.‑C. au cours de l'éruption minoenne.

## Géographie

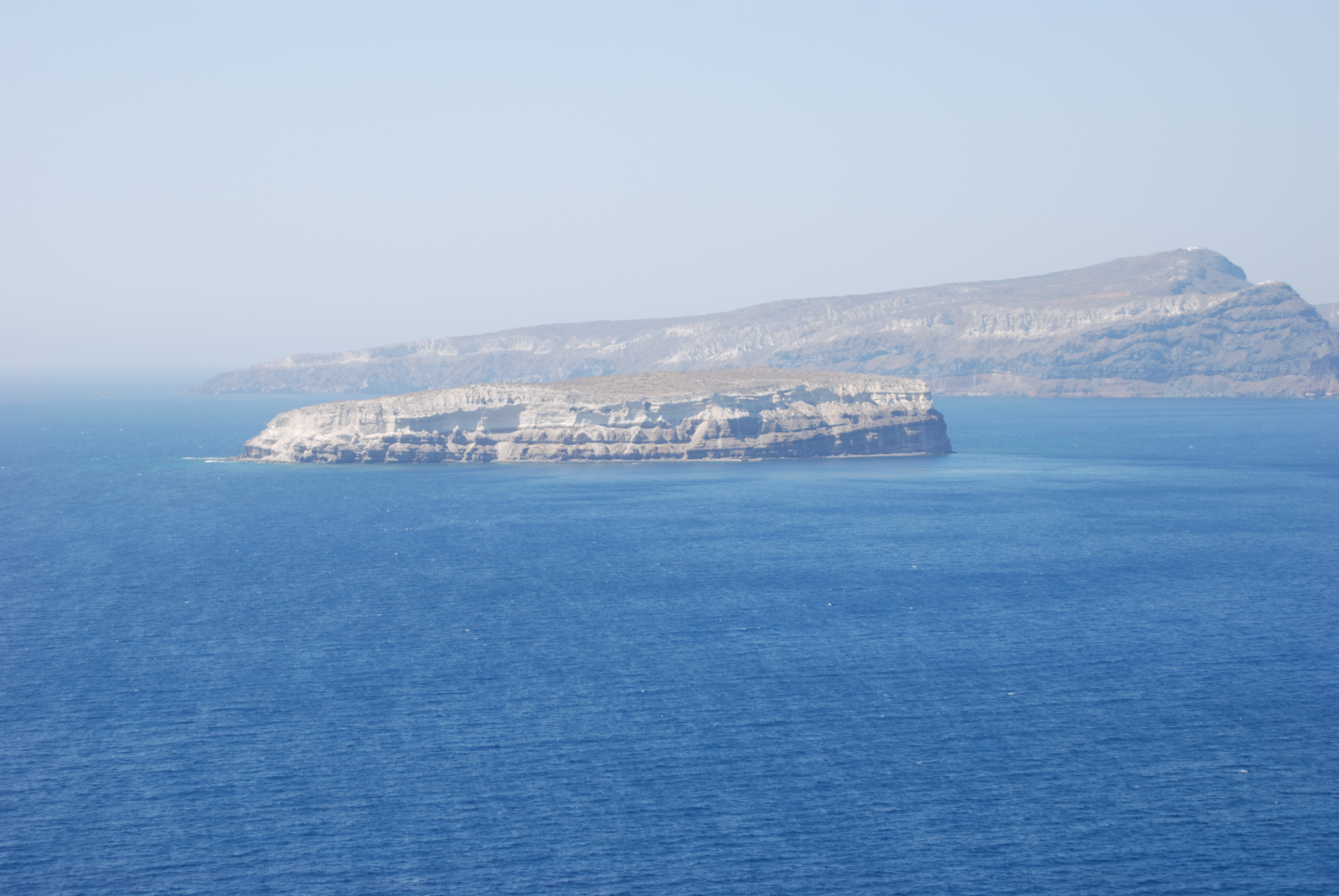
Vue d'Asprónissi avec Thirassía au dernier plan.

Asprónissi est située en mer Égée, au sud-est de la Grèce continentale, dans le sud-ouest de l'archipel de Santorin. L'île est entourée au nord par Thirassía, au nord-est par la caldeira de Santorin dans laquelle se trouvent les îles de Néa Kaméni et Paléa Kaméni, au sud-est par l'île de Santorin et au sud-ouest par la mer de Crète. Du point de vue administratif, Asprónissi dépend du district municipal de Thíra, une subdivision du dème homonyme, qui fait partie du district régional du même nom, dans la périphérie d'Égée-Méridionale.
Asprónissi a une forme ovale orientée selon un axe nord-est-sud-ouest. Mesurant environ 650 mètres de longueur pour environ 200 mètres de largeur, l'île culmine à environ 70 mètres d'altitude sous la forme d'un plateau. Ses côtes rocheuses sont escarpées et dénudées tandis que le sommet de l'île est recouvert d'herbes éparses. Sa topographie fait que l'île est difficile d'accès, tant par voie maritime qu'aérienne.
Les roches à la base de l'île sont des laves de couleur sombre tandis que sa partie supérieure est constituée d'un tuf de ponces indurées formant une épaisse couche blanche. cette couleur claire prédominante lui a donné son nom, le terme grec Asprónissi signifiant en français « île blanche ».

## Histoire
Asprónissi est née vers 1600 av. J.-C. au cours de l'éruption minoenne. Alors partie intégrante de la base de l'ancienne île de Santorin, Asprónissi est mise à nu lorsque le volcan entre en éruption et que son centre est pulvérisé en formant la caldeira de Santorin. Située sur le rebord de cette caldeira, Asprónissi constitue alors avec les îles de Santorin et Thirassía l'un des trois vestiges de l'ancienne île.